# General Líber Seregni (ciudad)
General Líber Seregni es una ciudad uruguaya del departamento de Canelones, anteriormente conocida como Colonia Nicolich. Es sede del Municipio de Nicolich.

## Ubicación
La localidad se ubica al sur del departamento de Canelones dentro del Área Metropolitana de Montevideo, próximo al arroyo Toledo, límite con el departamento de Montevideo. La localidad es atravesada por la ruta 102 y por la ruta 101, y se encuentra en las cercanías del Aeropuerto Internacional de Carrasco.

## Generalidades

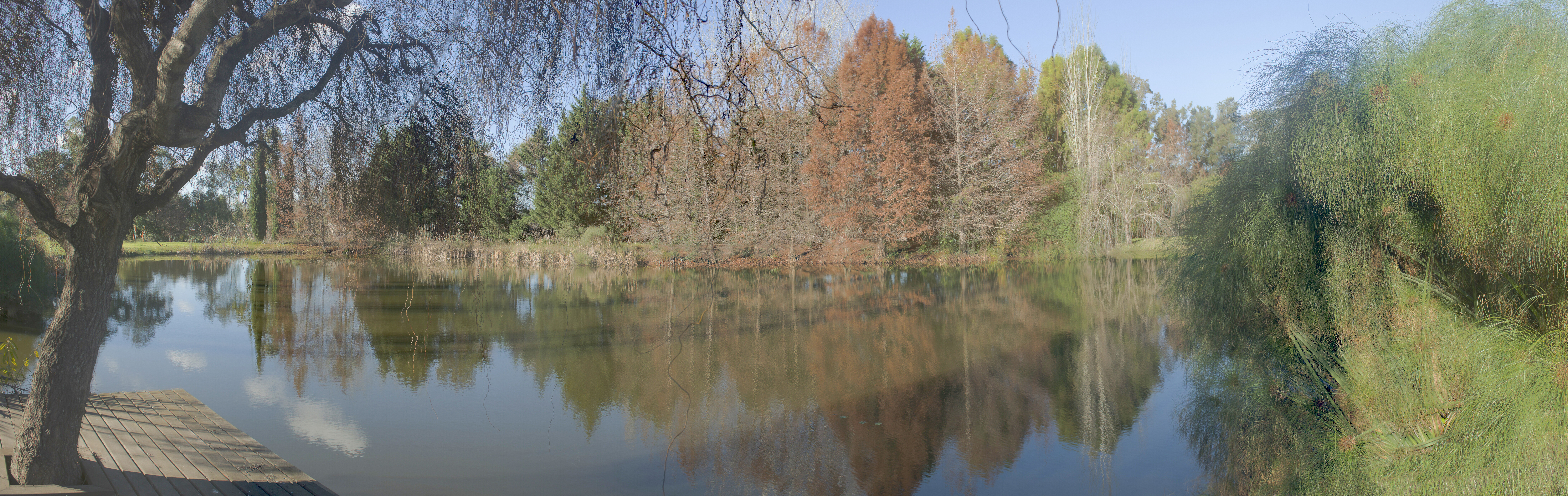
Cementerio Los Fresnos

La zona se caracterizó desde finales de la década de los años 20 del siglo XX por el establecimiento de productores familiares criollos y extranjeros, principalmente europeos. La instalación del Aeropuerto Nacional de Carrasco y los primeros fraccionamientos realizados en la década del 40 fueron modificando las particularidades de la zona, que adquirió lentamente características más urbanas, aunque mantuvo durante varias décadas su característica agrícola.    
Es característica la presencia de una colonia menonita, integrada por inmigrantes llegados a mediados del siglo XX desde Galitzia. 
A fines de 2011, la Intendencia de Canelones realizó un llamado a interesados en mejorar el ordenamiento territorial de la zona. El 24 de junio del año 2016 la Junta Departamental de Canelones aprobó el "Plan Parcial Nicolich y Ruta 101”, en  el marco de lo establecido en el Art. 25 de la Ley 18308 de Ordenamiento Territorial y Desarrollo Sostenible.
El 12 de mayo de 2017 la localidad conocida anteriormente como Nicolich y que comprendía los barrios Colonia Nicolich, Villa Aeroparque, Santa Teresita, La Tahona y Colinas de Carrasco, fue declarada como ciudad a través de la ley N°19490, y pasó a denominarse General Líber Seregni, aunque el municipio mantuvo el nombre de Municipio de Nicolich.
El 6 de noviembre de 2018 la Junta Departamental de Canelones por decreto 0010/018 extendió los límites del Municipio Nicolich y de hecho de la ciudad General Seregni: 
"Hacia el norte: Camino Los Aromos desde el Arroyo Toledo hacia la Ruta 101 y desde la Ruta 101 desde camino Los Aromos hacia el camino de Los Horneros.
Hacia el este: Camino de Los Horneros desde Ruta 101 hacia Ruta Interbalnearia.
Hacia el sur: Ruta Interbalnearia desde camino de Los Horneros hasta Ruta 101, Ruta 101 hasta límite norte de los padrones del Aeropuerto Internacional de Carrasco, límite norte de los padrones del Aeropuerto Internacional de Carrasco hasta límite oeste de los padrones del Aeropuerto Internacional de Carrasco, límite oeste de los padrones del Aeropuerto Internacional de Carrasco hasta bañados del arroyo de Carrasco, bañados del arroyo Carrasco hasta su encuentro con el arroyo Toledo.
Hacia el oeste: Arroyo Toledo desde bañados de Carrasco hasta camino de Los Aromos" 
Estas modificaciones incluyen en la ciudad al barrio Villa El Tato y al barrio privado Carmel.

## Población
La localidad cuenta con una población 14 686 habitantes, según el censo oficial de 2011.
| 2 669         | 4 500 | 7 414 | 10 637 | 13 245 | 14 686 |
| (Fuente: INE) |       |       |        |        |        |